# 15e Leger (Wehrmacht)
Het 15e Leger (Duits: 15. Armee) was een onderdeel van het Duitse leger in de Tweede Wereldoorlog. Het werd opgericht op 15 januari 1941 en gelegerd in Frankrijk. Het 15e leger vocht uitsluitend aan het westfront en op 18 april 1945 capituleerde het 15e Leger in het Ruhrgebied.

## Tweede Wereldoorlog

### Terugtocht naar de Duitse grens
Het 15e leger fungeerde aanvankelijk als bezettingsmacht in Frankrijk, maar na verloop van tijd werd de belangrijkste opdracht de verdediging van de Atlantikwall. Deze verdedigingslinie moest de bezette gebieden van West-Europa beschermen tegen een geallieerde invasie. De sector van het 15e Leger liep van Le Havre tot aan de scheldemonding. Gezien de lengte van de Atlantische kust was de Duitse verdediging niet overal even sterk. Het 15e Leger concentreerde zich nabij Calais, want daar verwachtte het Duitse opperbevel de geallieerde invasie. Zelfs toen de geallieerden in Normandië landden, bleef Adolf Hitler aanvankelijk geloven dat de echte invasie nog moest plaatsvinden. Het sterkere 15e Leger bleef ter plaatse en het zwakkere 7e leger kreeg de opdracht om de geallieerde troepen terug te drijven.
Na de doorbraak in Normandië rukte het Britse Tweede Leger naar het noorden. De snelle geallieerde opmars dreigde het 15e Leger af te snijden. Door de ineenstorting van het Duitse front was er een gat ontstaan tussen het 15e Leger en de rest van de Duitse troepen. De Britse tanks rukten sneller op dan de Duitsers konden terugtrekken. Op 3 september 1944 werd Brussel bevrijd en op 4 september 1944 bereikten de Britten Antwerpen. Ze verzuimden echter om nog enkele kilometers naar het noorden op te rukken en Woensdrecht in te nemen. Hierdoor zouden de zes divisies van het 15e Leger worden afgesneden.
Op 3 september 1944 bereidde generaal Von Zangen een aanval voor in de richting van Brussel in de hoop om te kunnen ontsnappen in oostelijke richting. Het OKW beval echter het 15e Leger om de kanaalhavens te verdedigen en de scheldemonding bezet te houden. Onmiddellijk annuleerde generaal von Zangen de aanval en hij reorganiseerde zijn leger. Het was te laat om Dieppe te verdedigen, maar de garnizoenen van Le Havre, Boulogne en Duinkerken kregen het bevel om stand te houden. Op 4 september 1944 begon het 15e Leger bij Breskens de Scheldemonding over te steken naar Vlissingen. Ondanks het geallieerde overwicht in de lucht wisten 75.000 Duitsers te ontkomen. Onmiddellijk na aankomst in Vlissingen werden de Duitse soldaten opnieuw bewapend en over de landengte van Zuid-Beveland naar het oosten gestuurd. Op deze manier versterkten de overlevenden van het 15e Leger de rechterflank van het 1e Parachutistenleger, dat gelegerd was achter het Albertkanaal. Langzaam werd het gat in de Duitse verdediging kleiner. Gedurende operatie Market Garden stuurde het 15e Leger nog meer divisies naar Noord-Brabant om de verdediging langs het Albertkanaal over te nemen zodat het 1e Parachutistenleger zich op de geallieerde aanval kon concentreren.
Ondertussen was het 1e Canadese Leger ingezet om de Kanaalhavens te bevrijden. Le Havre viel op 12 september 1944 na een strijd van twee dagen. Op 17 september 1944 ging de aanval op Boulogne van start, maar de Duitsers hielden vijf dagen stand. Daarna verplaatste de strijd zich naar Calais, waar het 15e Leger zich wist te handhaven van 22 september 1944 tot 1 oktober 1944. Enkel Duinkerken bleef nog in Duitse handen. Het geallieerde opperbevel had echter beslist om Duinkerken te belegeren in plaats van te bestormen. De verovering van de drie andere Kanaalhavens had geleid tot een verlies van 1360 soldaten en de Duitsers waren er telkens in geslaagd om de kostbare havenfaciliteiten grondig te verwoesten. Duinkerken bleef in Duitse handen tot 8 mei 1945.

### Strijd om de Scheldemonding

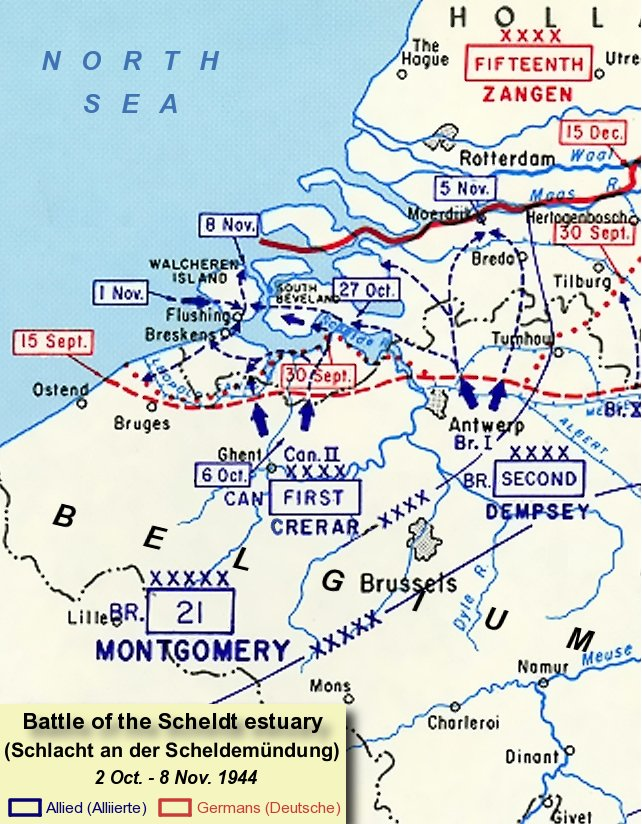
Kaart van de Slag om de Schelde

Ondertussen hield het 15e Leger nog steeds de Scheldemonding bezet, waardoor er geen schepen de haven van Antwerpen konden bereiken. Na het mislukken van Market Garden richtte veldmaarschalk Montgomery zijn aandacht op het vrijmaken van de Scheldemonding. Het 15e Leger had zich stevig verschanst achter de talloze kanalen en dijken. In de eerste fase van het offensief rukten de geallieerden op vanuit Antwerpen door de Noorderkempen naar Woensdrecht. Pas na hevige gevechten viel het dorpje op 16 oktober in hun handen. Hiermee was de toegangsweg naar Zuid-Bevelland afgesneden.
Op 21 september 1944 begon het Canadese 1e Leger aan de zuivering van de zuidelijke oever. De 64e infanteriedivisie was een ervaren frontdivisie, die de talrijke kanalen en grachten in het gebied goed wist te benutten. Ondanks het geallieerde overwicht in de lucht en artillerie vorderde de opmars erg langzaam. Pas op 3 november 1944 werden de laatste Duitse eenheden in de Breskenspocket vernietigd en op 6 november 1944 viel het eiland Walcheren in geallieerde handen waardoor de toegang tot de Antwerpse haven was vrijgemaakt. Gedurende vijf weken had het 15e Leger standgehouden tegen het 1e Canadese Leger. Na de val van Walcheren hadden de Duitsers zich teruggetrokken van de Scheldemonding naar de Rijnmonding. Deze linie zou standhouden tot mei 1945.

### Gevechten aan de Rijn
Bij de voorbereiding van operatie Wacht Am Rhein werd het 5e Pantserleger uit de frontlijn nabij Aken teruggetrokken en vervangen door het 15e Leger. Om deze actie te camoufleren kreeg het 15e Leger van 16 november 1944 tot de start van het offensief de camouflagenaam Armeegruppe von Manteuffel. Op 15 december 1944 lanceerden de Amerikanen hun aanval om de Roer te bereiken en het 15e leger kwam onmiddellijk zwaar onder druk te staan. De Roer en het complex van dammen vormde een belangrijk onderdeel van de Duitse verdediging ten westen van de Rijn. Zolang dit in handen van de Duitsers bleef, konden ze de Roervallei onder water zetten en de geallieerde opmars tegenhouden. Een dag later ging het Ardennenoffensief van start en de Amerikaanse aanval in de richting van de Roer kwam tot stilstand.
Op 25 januari 1945 was het laatste Duitse offensief in het westen afgeslagen en gingen de geallieerden terug in de aanval. Het Amerikaanse Negende Leger lanceerde op 1 maart 1945 operatie Lumberjack in de hoop het Duitse leger ten westen van de Rijn te omsingelen. De Amerikanen braken door de Duitse verdediging, wisten de Roerdammen in te nemen en bereikten de Rijn. Op 7 maart 1945 viel een brug nabij Remagen onbeschadigd in Amerikaanse handen. Een gedeelte van het 15e Leger zat gevangen op de linkeroever van de Rijn en gaf zich over.
Nadat de geallieerden bij Remagen de Rijn waren overgestoken, lanceerden ze een nieuwe aanval naar het noorden met als bedoeling Legergroep B te omsingelen. De Duitse verdediging stortte ineen. De Duitsers waren te zwak om dit te voorkomen en het 5e Pantserleger en het 15e Leger werden omsingeld in de Ruhrkessel. Op 18 april 1945 capituleerde het 15e Leger.

## Commandanten
| Rang                        | Naam                      | Begin            | Eind             |
| --------------------------- | ------------------------- | ---------------- | ---------------- |
| Kolonel-generaal            | Curt Haase                | 15 februari 1941 | 30 november 1942 |
| Generaal der Pantsertroepen | Heinrich von Viettinghoff | 30 november 1942 | 1 augustus 1943  |
| Kolonel-generaal            | Hans von Salmuth          | 1 augustus 1943  | 20 november 1943 |
| Generaal der Pantsertroepen | Adolf Kuntzen             | 20 november 1943 | 5 december 1943  |
| Kolonel-generaal            | Hans von Salmuth          | 5 december 1943  | 13 april 1944    |
| Generaal der Pantsertroepen | Adolf Kuntzen             | 13 april 1944    | 23 april 1944    |
| Kolonel-generaal            | Hans von Salmuth          | 23 april 1944    | 25 augustus 1944 |
| Generaal der Infanterie     | Gustav von Zangen         | 25 augustus 1944 | 16 april 1945    |

Aanvankelijk voerde generaal Heinrich von Vietinghoff slechts als plaatsvervanger het bevel over het leger. Op 9 februari 1943 kreeg hij het definitieve bevel. Op 1 augustus 1943 nam kolonel-generaal Hans von Salmuth tijdelijk het bevel over. Tijdens zijn afwezigheid voerde generaal Adolf Kuntzen het bevel als zijn plaatsvervanger. Op 23 april 1944 kreeg kolonel-generaal von Salmuth het definitieve bevel. Na zijn ontslag werd generaal von Zangen benoemd tot tijdelijke bevelhebber.